# Vladimir Aïtoff
Vladimir Aïtoff (5. srpna 1879, Paříž – 6. září 1963, tamtéž) byl francouzský lékař ruského původu a hráč ragby; na Letních olympijských hrách 1900 v Paříži získal zlatou medaili v ragby za Francii s týmem Union des Sociétés Françaises.

## Původ
Narodil se 5. srpna 1879 v Paříži v rodině kazaňského Tatara Davida Alexandroviče Aitova (1854–1933), politického emigranta, zednáře a geografa, který byl po Únorové revoluci 1917 generálním konzulem Prozatímní vlády ve Francii.
V mládí hrál ragby v týmu Racing Club de France. Na Pařížské univerzitě vystudoval medicínu; v letech 1903–1904 byl žákem významného neurologa Josepha Babinského.

## Životopis
V roce 1905 odešel do Petrohradu, kde začal pracoval ve Francouzské nemocnici, přitom vykonal zkoušku na Vojenské lékařské akademii, aby mohl v Rusku provozovat svoji praxi. Od roku 1912 byl vedoucím terapeutického oddělení Francouzské nemocnice svaté Maří Magdalény v Petrohradě, v roce 1916 byl vyslán do francouzské vojenské mise, s níž se v roce 1918 vrátil do Francie. V roce 1920 byl za válečné zásluhy jmenován rytířem Čestné legie. V listopadu 1920 se stal jedním ze zakladatelů organizačního výboru pro pomoc uprchlíkům ze Sovětského Ruska, přitom provozoval v Paříži praxi internisty. V roce 1923 vstoupil do výboru Ligy proti antisemitismu a pracoval na ambulanci emigrantské Ruské společnosti Červeného kříže, přičemž jejím členům poskytoval bezplatnou pomoc. Byl členem několika emigrantských organizací ruských lékařů v zahraničí. Aïtov se stal také členem a funkcionářem ruské zednářské lóže ve Francii. Jako lékař byl renomovaným hematologem a gastroenterologem, specializoval se na boj s alkoholismem a následky prostituce.
Během okupace Francie byl v roce 1944 Aïtov zatčen a deportován do koncentračního tábora Buchenwald. V květnu 1945 byl dopraven americkým letadlem do Paříže a od roku 1946 byl členem představenstva Společenství ruských dobrovolníků, partyzánů a členů odporu. Roku 1946 konvertuje od protestantismu k pravoslaví. S manželkou Margaretou Bernsteinovou se věnoval charitativní činnosti. Zemřel 6. září 1963 a je pohřben na pařížském hřbitově Montparnasse.

## Olympijský turnaj v ragby 1900
Na olympijském turnaji v ragby se na olympijském velodromu ve Vincennes střetla družstva Francie (Union des Sociétés Françaises), Německa (FC 1880 Frankfurt) a Velké Británie (Moseley Wanderers). Byla sehrána pouze dvě utkání. 14. října se utkala Francie s Německem a vyhrála 27:17. Až 28. října, ihned po příjezdu Angličanů. se sehrálo druhé utkání, údajně poznamenáno únavou hostí z cesty. První poločas vyhráli Francouzi vysoko 21:0, ve druhé už se Britové vzpamatovali, ale přesto Francie vyhrála 27:8. Utkání dvou poražených se již nehrálo, oba týmy obdržely stříbrné medaile.